# 里约格朗德航空967号班机空难
里约格朗德航空967号班机空难是指在1979年1月30日一架里约格朗德航空的波音707-323C货机于东京成田国际机场起飞30分钟后于太平洋上空失踪。飞机至今仍未寻获。该货机上运载有已故日本画家间部学的作品53幅画作，当时价值124万美元。
該機機長曾於六年前遭遇另一空難，1973年7月11日，他所駕駛的一架波音707客機於執行里约格朗德航空820号班机時於巴黎奧利機場失事，全機134人中，123人罹難，機長是當時11名生還者之一。